# Ryan Donk
Ryan Henk Donk (Amsterdam, 30 maart 1986) is een Nederlands-Surinaams voormalig profvoetballer. Hij kon zowel als centrale verdediger als verdedigende middenvelder spelen. Hij speelde sinds 2021 voor Kasımpaşa waar hij tot 1 juli 2023 onder contract zou staan. Op 24 maart 2021 maakte hij zijn debuut voor het Surinaams voetbalelftal.

## Clubcarrière
Donk speelde in zijn jeugd bij de Amsterdamse amateurvoetbalvereniging AVV Zeeburgia. Hij debuteerde als profvoetballer bij RKC Waalwijk, toen hij op 26 oktober 2005 inviel in de bekerwedstrijd tegen FC Twente (1-2 na verlenging). Tijdens zijn eerste twee seizoenen als betaald voetballer kwam hij zeven wedstrijden in actie voor de Waalwijkers, waarop AZ hem van de Noord-Brabanders kocht. Donk had bij zijn nieuwe club in 2006/07 en 2007/08 regelmatig een basisplaats. In de finale van de KNVB beker met AZ tegen Ajax miste hij een penalty in de strafschoppenserie, waardoor Ajax de beker mee naar huis nam.
Donk werd op 1 september 2008 verhuurd aan West Bromwich Albion, dat daarbij een optie tot koop bedong. Na een seizoen waarin Donk meer op de bank zat dan op het veld stond, werd deze optie niet gelicht. Zijn voormalige jeugdtrainer bij RKC Adrie Koster was op dat moment echter net aangesteld bij het Belgische Club Brugge en had wel interesse in Donk. Hij tekende daarop op 26 juni 2009 een contract voor vier seizoenen bij de meervoudig Belgisch landskampioen, waar hij rugnummer 18 kreeg toebedeeld.
In het seizoen 2009/10 brak hij op de tweede speeldag een middenvoetsbeentje. Hij was voor een paar weken uit de roulatie. Hij speelde er noodgedwongen op de rechtsback positie en had het moeilijk aanpassen bij Club Brugge in zijn eerste seizoen. Ook de start van zijn tweede seizoen verliep moeizaam maar Donk zou al snel uitgroeien tot stuwende kracht in de verdediging. Dit keer op zijn geliefde positie, centraal.
Ryan Donk is ook erg geliefd bij de jongere Club Brugge-supporters door zijn Twitter-account en vriendelijkheid richting de supporters. Na het seizoen 2011/2012, enkele dagen nadat Georges Leekens de nieuwe trainer werd van Club Brugge, besloot Donk om zijn contract te verlengen. Begin juni 2013 maakte hij net als zijn landgenoot Ryan Babel de overstap naar het Turkse Kasımpaşa. In januari 2016 tekende Donk een contract bij Galatasaray. In 2021 keerde hij terug naar Kasımpaşa.

## Clubstatistieken
| Seizoen | Club            | Land               | Competitie         | Competitie | Competitie | Beker | Beker | Internationaal | Internationaal | Totaal | Totaal |
| Seizoen | Club            | Land               | Competitie         | Wed.       | Dlp.       | Wed.  | Dlp.  | Wed.           | Dlp.           | Wed.   | Dlp.   |
| ------- | --------------- | ------------------ | ------------------ | ---------- | ---------- | ----- | ----- | -------------- | -------------- | ------ | ------ |
| 2005/06 | RKC Waalwijk    | Vlag van Nederland | Eredivisie         | 7          | 0          | 0     | 0     | —              | —              | 7      | 0      |
| 2006/07 | RKC Waalwijk    | Vlag van Nederland | Eredivisie         | 2          | 0          | 0     | 0     | —              | —              | 2      | 0      |
| 2006/07 | AZ Alkmaar      | Vlag van Nederland | Eredivisie         | 20         | 0          | 1     | 0     | 4              | 0              | 25     | 0      |
| 2007/08 | AZ Alkmaar      | Vlag van Nederland | Eredivisie         | 24         | 1          | 0     | 0     | 3              | 0              | 27     | 1      |
| 2008/09 | → West Bromwich | Vlag van Engeland  | Premier League     | 16         | 0          | 3     | 0     | —              | —              | 19     | 0      |
| 2009/10 | Club Brugge     | Vlag van België    | Jupiler Pro League | 23         | 2          | 4     | 0     | 8              | 0              | 35     | 2      |
| 2010/11 | Club Brugge     | Vlag van België    | Jupiler Pro League | 36         | 0          | 2     | 0     | 7              | 1              | 45     | 1      |
| 2011/12 | Club Brugge     | Vlag van België    | Jupiler Pro League | 39         | 4          | 2     | 1     | 11             | 3              | 52     | 8      |
| 2012/13 | Club Brugge     | Vlag van België    | Jupiler Pro League | 32         | 4          | 1     | 0     | 7              | 0              | 40     | 4      |
| 2013/14 | Kasımpaşa       | Vlag van Turkije   | Süper Lig          | 27         | 5          | 1     | 0     | —              | —              | 28     | 5      |
| 2014/15 | Kasımpaşa       | Vlag van Turkije   | Süper Lig          | 32         | 4          | 0     | 0     | —              | —              | 32     | 4      |
| 2015/16 | Kasımpaşa       | Vlag van Turkije   | Süper Lig          | 16         | 2          | 0     | 0     | —              | —              | 16     | 2      |
| 2015/16 | Galatasaray     | Vlag van Turkije   | Süper Lig          | 14         | 0          | 6     | 0     | 2              | 0              | 22     | 0      |
| 2016/17 | → Real Betis    | Vlag van Spanje    | Primera División   | 16         | 0          | 2     | 0     | —              | —              | 18     | 0      |
| 2017/18 | Galatasaray     | Vlag van Turkije   | Süper Lig          | 17         | 0          | 7     | 0     | 0              | 0              | 24     | 0      |
| 2018/19 | Galatasaray     | Vlag van Turkije   | Süper Lig          | 22         | 2          | 7     | 0     | 7              | 0              | 36     | 2      |
| 2019/20 | Galatasaray     | Vlag van Turkije   | Süper Lig          | 26         | 3          | 5     | 0     | 6              | 0              | 37     | 3      |
| 2020/21 | Galatasaray     | Vlag van Turkije   | Süper Lig          | 32         | 2          | 1     | 0     | 1              | 0              | 34     | 2      |
| 2021/22 | Kasımpaşa       | Vlag van Turkije   | Süper Lig          | 28         | 2          | 2     | 0     | 0              | 0              | 30     | 2      |
| 2022/23 | Kasımpaşa       | Vlag van Turkije   | Süper Lig          | 20         | 1          | 3     | 0     | 0              | 0              | 23     | 1      |
| Totaal  | Totaal          | Totaal             | Totaal             | 449        | 32         | 47    | 1     | 56             | 4              | 552    | 37     |

## Interlandcarrière
Donk werd geselecteerd voor het Nederlands voetbalelftal onder 21 in 2007 (rugnummer 18). Op 6 augustus 2007 werd hij opgenomen in de voorselectie van het 'grote Oranje' voor het oefenduel van 22 augustus 2007 tegen Zwitserland in Genève.
In november 2019 kreeg Donk een officiële oproep van bondscoach Dean Gorré om het Surinaams elftal te vertegenwoordigen. Hij maakte zijn debuut op 24 maart 2021 als aanvoerder in een WK-kwalificatiewedstrijd tegen de Kaaimaneilanden en scoorde het tweede doelpunt in een 3-0 overwinning.

## Erelijst
| Competitie         |             |                 |             |             |
| Competitie         | Aantal      | Jaren           |             |             |
| Galatasaray        | Galatasaray | Galatasaray     | Galatasaray | Galatasaray |
| ------------------ | ----------- | --------------- | ----------- | ----------- |
| Süper Lig          | 2x          | 2017/18,2018/19 |             |             |
| Türkiye Kupası     | 1x          | 2015/16         |             |             |
| Nederland onder 21 |             |                 |             |             |
| UEFA EK onder 21   | 1x          | 2007            |             |             |